# Digges Sound
Digges Sound (franska: Passe Digges) är ett sund i Kanada.   Det ligger i territoriet Nunavut utanför Québecs kust, i den östra delen av landet, 1 900 km norr om huvudstaden Ottawa.